# Phromnia rosea
Espèce
Phromnia rosea, communément appelé Cicadelle de Madagascar ou Cicadelle malgache, est une espèce d'insectes de l'ordre des hémiptères et de la famille des Flatidae. 

## Description
Les cicadelles de Madagascar sont des insectes de petite taille (quelques millimètres), qui piquent les tiges des végétaux, grâce à leur rostre, afin d'en sucer la sève pour se nourrir, comme la cigale ou le puceron. Elles parasitent de nombreuses plantes exotiques et bien que les dégâts qu'elles engendrent sont souvent mineurs, une attaque importante peut s'avérer destructrice.
Les cicadelles adultes et les larves pratiquent, chacune à leur façon, un mimétisme de groupe tout à fait insolite :
- les larves de couleur blanche, se regroupent sur un tronc en grand nombre et passent pour un lichen clair recouvrant l’arbre, ou pour des fientes d’oiseaux, et ainsi dupent l’attention des prédateurs ;
- les cicadelles adultes, en revanche, sont très colorées, et leur stratégie de camouflage est différente des larves, car il s’agit alors d’imiter les fleurs. En effet, de nombreux arbres de Madagascar sont cauliflores, c'est-à-dire qu'ils portent leurs fleurs directement sur les troncs, à l’instar du Cacaoyer. Les cicadelles se répartissent uniformément tout autour du tronc qui, paré des couleurs vives, donne l’impression d’être en pleine floraison.

## Aire de répartition
Il semblerait que cet insecte soit endémique de l’île de Madagascar, et on peut le retrouver à différents endroits comme la réserve d’Anja vers Ambalavao, dans le massif de l’Ankarana, et en forêt de la Montagne d’Ambre.